# Emre Altuğ'dan
Emre Altuğ'dan è il sesto album di Emre Altuğ, pubblicato il Maggio 2010.

## Tracce
1. Çifte Kavrulmuş
2. Sev Diyemem
3. Çifte Kavrulmuş (remix)
4. Sev Diyemem (remix)